# Emissió de protons

Desintegració d'un nucli ric en protons.

L'emissió de protons (també coneguda com a radioactivitat de protons) és un tipus de desintegració radioactiva en la qual un protó és ejectat d'un nucli atòmic.
L'emissió de protó pot ocórrer des d'estats excitats en un nucli seguint la desintegració beta, o en un estat d'isòmer nuclear que en aquest cas és similar a la desintegració alfa.
Perquè un protó escapi del nucli l'energia de separació del protó ha de ser negativa. L'emissió de protons no ocorre de manera natural en els isòtops, els emissors de protons es poden produir via reaccions nuclears, normalment utilitzant algun tipus d'accelerador de partícules